# Bertolt Brecht
Bertolt Brecht [▶], rođen kao Eugen Berthold Friedrich Brecht (Augsburg, 10. veljače 1898. – Istočni Berlin, 14. kolovoza 1956.) njemački književnik.
Studirao je prirodne znanosti i medicinu u Münchenu, ali se ubrzo posvetio kazalištu. Nakon dolaska nacista na vlast 1933., odlazi u Dansku. Kada se činilo da će 1939. početi rat, Brecht se preselio u Stockholm, gdje je ostao godinu dana. Kada je Hitler 1940. napao Dansku i Norvešku, Brecht je pobjegao u Finsku, gdje je do 1941. čekao izlaznu vizu za SAD. U emigraciji djeluje protiv nacizma i militarizma i to kao dramaturg, pisac i izdavač. 1948. godine vraća se u istočni Berlin i osniva "Berlinski Ansambl". Protestirajući protiv nepravednosti suvremene civilizacije, Brecht je počeo s totalnom, anarhističkom pobunom, da bi kasnije prihvatio marksistički nazor na svijet, kojim je snažno inspirirana njegova cjelokupna društvena satira.
Za Brechta kazalište je mjesto političkog prosvjetljenja i agitacije: On radi na razvoju novih oblika kazališta koje gledatelje treba potaknuti na razmišljanje i djelovanje. Takav teatar jest epski teatar, a V-efekt (Verfremdungseffekt) njegovo je osnovno sredstvo i tehnika. V-efekt znači razbijanje prepreka između publike i glumaca, kao i ideje da prvi moraju biti pasivni, a drugi aktivni. Poznate se stvari pri tome predstavljaju u novom svjetlu te tako upućuju na kontradiktornu stvarnost, dok se radnja putem komentara i songova prekida, što kod gledatelja uništava svaku iluziju.
Brechtova nemilosrdna i gorka poruga prema modernom društvu znala je ići do totalne redukcije čovjekove stvarnosti na četiri osnovne funkcije: jesti, bludničiti, mlatiti i pijančevati. Po smionosti svojega izraza, snazi eksperimenata i strastvenosti angažmana, Bertolt Brecht najistaknutiji je njemački dramatičar 20. stoljeća.

## Djela
- "Baal" (1918.)
- "Momak u stroju"
- "Prosjački roman" (1934.)
- "Majka Courage i njezina djeca" (1941.)
- "Kavkaski krug kredom" (1954.)
- "Dobri čovjek iz Sečuana" (1943.)
- "Opera za tri groša" (1928.)